# Sokóle (województwo mazowieckie)
Sokóle – wieś sołecka w Polsce położona w województwie mazowieckim, w powiecie mińskim, w gminie Stanisławów.
W Sokólu znajduje się stadnina koni. Zlokalizowane jest tu ujęcie wody z którego korzystają także sąsiadujące wsie. Większość dzieci w Sokólu uczy się w szkole w Stanisławowie. Ludzie mieszkający tam zajmują się głównie rolnictwem. Wieś graniczy z Kolonią Stanisławów, Gęsianką i Wólką Mlencką. We wsi jest 1 sklep. 
Wieś królewska Sokole (Sokule) położona była w 1580 roku w powiecie warszawskim ziemi warszawskiej województwa mazowieckiego. W latach 1975–1998 miejscowość położona była w województwie siedleckim.
Wierni Kościoła rzymskokatolickiego należą do parafii św. Jana Chrzciciela i św. Stanisława BM w Stanisławowie.